# Edmond Michiels
Edmond François Michiels (* 12. Oktober 1913 in Saint-Gilles; † 23. Mai 1991 in Laroque-des-Albères, Frankreich) war ein belgischer Wasserballspieler.

## Karriere
Michiels nahm an den Olympischen Spielen 1936 in Berlin teil. Hier erreichte er mit der belgischen Nationalmannschaft den dritten Rang und sicherte sich somit Bronze.